# هارموني (مين)
هارموني (بالإنجليزية: Harmony, Maine)‏ هي بلدة أمريكية تقع في الولايات المتحدة في Somerset County. يقدر عدد سكانها بـ 939 نسمة ومساحتها 104.43 كم2 وترتفع عن سطح البحر 155 متر.

## التركيبة السكانية
قام مكتب تعداد الولايات المتحدة بتحديد بيانات التركيبة السكانية لهارموني في تعداد الولايات المتحدة. في ما يلي، التركيبة السكانية حسب تعدادي 2000 و2010.

### تعداد عام 2000
بلغ عدد سكان هارموني 954 نسمة بحسب تعداد عام 2000، وبلغ عدد الأسر 388 أسرة وعدد العائلات 301 عائلة مقيمة في البلدة. في حين سجلت الكثافة السكانية 24.6 نسمة لكل ميل مربع (9.5/كم2). وبلغ عدد الوحدات السكنية 522 وحدة بمتوسط كثافة قدره 13.5 نسمة لكل ميل مربع (5.2/كم2).
وتوزع التركيب العرقي للبلدة بنسبة 97.59% من البيض و 0.94% من الأمريكيين الأصليين و 0.42% من الأمريكيين ذوي الأصول الآسيوية و 0.84% من عرقين مختلطين أو أكثر.
بلغ عدد الأسر 388 أسرة كانت نسبة 25.8% منها لديها أطفال تحت سن الثامنة عشر تعيش معهم، وبلغت نسبة الأزواج القاطنين مع بعضهم البعض 60.3% من أصل المجموع الكلي للأسر، ونسبة 10.3% من الأسر كان لديها معيلات من الإناث دون وجود شريك، وكانت نسبة 22.4% من غير العائلات. تألفت نسبة 17.5% من أصل جميع الأسر من أفراد ونسبة 8.5% كانوا يعيش معهم شخص وحيد يبلغ من العمر 65 عاماً فما فوق. وبلغ متوسط حجم الأسرة المعيشية 2.70، أما متوسط حجم العائلات فبلغ 2.45.
بلغ العمر الوسطي للسكان 44 عاماً. وكانت نسبة 20.5% من القاطنين تحت سن الثامنة عشر، وكانت نسبة 6.2% بين الثامنة عشر والأربعة وعشرون عاماً، ونسبة 25.8% كانت واقعةً في الفئة العمرية ما بين الخامسة والعشرون حتى والأربعة وأربعون عاماً، ونسبة 29.1% كانت ما بين الخامسة والأربعون حتى الرابعة والستون، ونسبة 18.3% كانت ضمن فئة الخامسة والستون عاماً فما فوق. يوجد لكل 100 أنثى 96.7 ذكر، ويوجد لكل 100 أنثى في الثامنة عشر من عمرها فما فوق 94.9 ذكر.
بلغ متوسط دخل الأسرة في البلدة 23,843 دولار، أما متوسط دخل العائلة فبلغ 26,131 دولار. وكان متوسط دخل الذكور 23,036 دولار مقابل 18,056 دولار للإناث. وسجل دخل الفرد الخاص بالبلدة 12,360 دولار. وكانت نسبة 16.1% من العائلات ونسبة 20.3% من السكان تحت خط الفقر، وكان من هؤلاء نسبة 25.1% تحت سن الثامنة عشر ونسبة 14.4% في الخامسة والستين من العمر وما فوق.

### تعداد عام 2010
بلغ عدد سكان هارموني 939 نسمة بحسب تعداد عام 2010، وبلغ عدد الأسر 399 أسرة وعدد العائلات 273 عائلة مقيمة في البلدة. في حين سجلت الكثافة السكانية 24.3 نسمة لكل ميل مربع (9.4/كم2). وبلغ عدد الوحدات السكنية 608 وحدة بمتوسط كثافة قدره 15.7 لكل ميل مربع (6.1/كم2).
وتوزع التركيب العرقي للبلدة بنسبة 96.5% من البيض و 0.4% من الأمريكيين الأصليين و 0.7% من الأمريكيين ذوي الأصول الآسيوية و 0.1% من الأمريكيين الأفارقة و 1.9% من عرقين مختلطين أو أكثر.
بلغ عدد الأسر 399 أسرة كانت نسبة 24.3% منها لديها أطفال تحت سن الثامنة عشر تعيش معهم، وبلغت نسبة الأزواج القاطنين مع بعضهم البعض 54.6% من أصل المجموع الكلي للأسر، ونسبة 7.8% من الأسر كان لديها معيلات من الإناث دون وجود شريك، بينما كانت نسبة 6.0% من الأسر لديها معيلون من الذكور دون وجود شريكة وكانت نسبة 31.6% من غير العائلات. تألفت نسبة 25.3% من أصل جميع الأسر من أفراد ونسبة 13.1% كانوا يعيش معهم شخص وحيد يبلغ من العمر 65 عاماً فما فوق. وبلغ متوسط حجم الأسرة المعيشية 2.79، أما متوسط حجم العائلات فبلغ 2.35.
بلغ العمر الوسطي للسكان 49.4 عاماً. وكانت نسبة 19.1% من القاطنين تحت سن الثامنة عشر، وكانت نسبة 3.8% بين الثامنة عشر والأربعة وعشرون عاماً، ونسبة 19.9% كانت واقعةً في الفئة العمرية ما بين الخامسة والعشرون حتى والأربعة وأربعون عاماً، ونسبة 36.2% كانت ما بين الخامسة والأربعون حتى الرابعة والستون، ونسبة 20.9% كانت ضمن فئة الخامسة والستون عاماً فما فوق. وتوزع التركيب الجنسي للسكان بنسبة 50.1% ذكور و49.9% إناث.